# Norddorf auf Amrum
Norddorf auf Amrum (Nordtorp en danois, Noorsaarep üüb Oomram en frison septentrional ; litt. en français : « Village-du-Nord-sur-Aurum ») est une commune d'Allemagne, située dans le land du Schleswig-Holstein et l'arrondissement de Frise-du-Nord. Elle se situe sur l'île d'Amrum.

## Géographie
Le territoire communal occupe le tiers nord de l'île d'Amrum. À l'exception de quelques maisons, le village se trouve sur la Geest, la plage de la Geest longeant le côté nord du village. Au nord se trouve un marais maritime endigué, au nord-ouest, à l'ouest et au sud-ouest de Norddorf se trouve une ceinture de dunes. La plus haute dune d'Amrum, appelée A Siatler (en allemand "Setzerdüne"), se trouve ici avec une hauteur de 32 mètres. À environ un kilomètre au nord du village se trouve le foyer scolaire de Ban Horn. Au bord du Watt, sur une colline datant de l'époque des Vikings, se trouve la maison Borag.

## Histoire
Norddorf est, avec Süddorf, le plus ancien des villages d'Amrum. En 1890, Friedrich von Bodelschwingh a fondé des hospices marins à Norddorf et au nord de Norddorf, qui ont longtemps marqué le caractère de la localité. Avec l'hôtel Hüttmanns, un premier hôtel fut construit au centre du village. En 1902, Norddorf fut desservi pour la première fois par le chemin de fer de l'île d'Amrum, qui continuait vers le nord-ouest jusqu'au port de Knie sur le Kniepsand. Le port Kniephafen pouvait également être desservi par des bateaux plus grands et servait surtout au trafic maritime vers Hörnum sur l'île de Sylt.
Le 25 juillet 1925, Norddorf se détacha de la commune d'Amrum, qui comprenait à l'époque toute l'île sauf Wittdün. La commune de Norddorf est alors créée. La même année, une grande partie du village a brûlé, de sorte que depuis lors, ce sont surtout des maisons récentes sans toit de chaume qui caractérisent l'image du village.
En 1938, le pont d'amarrage a été déplacé pour la dernière fois vers le nord en raison de l'ensablement progressif. Avec l'accolement du sable de Kniepsand à la ceinture de dunes de l'île, ce port a lui aussi dû être abandonné. En 1939, le chemin de fer de l'île a été fermé et remplacé par des omnibus. Avec la création d'un établissement thermal en 1956, Norddorf est devenu une station balnéaire. Une piscine construite dans les années 1970 a été fermée par la suite. En 2001, l'hospice I, situé à environ un kilomètre au nord de la localité, a été démoli. Les autres hospices marins n'existent plus non plus aujourd'hui ou sont utilisés à d'autres fins.
La commune de Norddorf formait, avec les communes de Nebel et de Wittdün, l'Amt d'Amrum jusqu'au 31 décembre 2006. Depuis, Norddorf fait partie de l'Amt de Föhr-Amrum.
Le 27 avril 2009, la commune a reçu le complément de nom sur Amrum et s'appelle depuis lors Norddorf auf Amrum.

## Politique
L'association des électeurs de Norddorf (WGN) détient les neuf sièges de la représentation communale depuis les élections communales de 2018. Une liste unique avait été constituée pour la première fois lors de ces élections. 

## Patrimoine naturel et culturel
La plage de Norddorf se trouve à l'ouest sur le Kniepsand. À l'ouest et au sud de la localité se trouve la réserve naturelle des dunes d'Amrum. Sur sa bordure est, au sud de Norddorf, sur le territoire de Nebel, se trouve la Vogelkoje Meeram ou Meerum avec ses installations de pêche historiques, qui est depuis 2011 un "centre de découverte de la nature". Un centre d'histoire naturelle axé sur la protection de l'environnement et géré par Öömrang Ferian a été aménagé dans l'ancienne piscine près de la plage. 
Depuis Norddorf, il est possible de rejoindre l'Amrumer Odde (pointe nord de l'île). On y trouve une autre réserve naturelle. Les limicoles et autres animaux de la mer des Wadden peuvent y être facilement observés. Des visites guidées sont régulièrement organisées par l'association Jordsand.
Une plate-forme d'observation se trouve sur la dune A Siatler. Plus au sud-ouest, près de la transition vers le Kniepsand, on trouve le phare de Norddorf avec des éléments d'art nouveau. Le phare a été construit en 1906 et sert de balise de guidage et de repère transversal pour le chenal de Vortrapptief. Sur l'île d'Amrum, le phare est appelé feu de balisage transversal.
Deux maisons frisonnes et un mur frison sont inscrits comme monuments culturels

## Économie et transports
Avec 474 237 nuitées de 49 485 touristes (sans compter les nuitées à la clinique de la mer du Nord) en 2012, la commune fait partie des dix principales stations touristiques du Schleswig-Holstein. En 2005, la commune disposait de 2 162 lits touristiques.
La plus grande entreprise d'hébergement de Norddorf est la Nordseeklinik, une clinique de cure mère-enfant de la Allgemeine Ortskrankenkasse (AOK), qui accueille jusqu'à 159 adultes ainsi que leurs enfants âgés de 3 à 14 ans pour des cures de prévention et de rééducation.
Norddorf est situé à l'extrémité nord de la route nationale L 215, qui mène à Wittdün. Des bus de la compagnie maritime Wyker Dampfschiff circulent régulièrement. Le chemin de fer de l'île d'Amrum a été fermé en 1938. 

## Personnalités liées à la commune
- Georg Quedens, photographe et écrivain né à Norddorf.